# Ivanovci (Słowenia)
Ivanovci (węg. Alsószentbenedek) – wieś w Słowenii, gmina Moravske Toplice. 1 stycznia 2017 liczyła 130 mieszkańców.